# Tage Nielsen (frihedskæmper)
 Der er flere personer med dette navn, se Tage Nielsen.
Tage Marius Nielsen (26. februar 1916 – 24. april 1945) var en dansk frihedskæmper under besættelsen af Danmark 1940-45. 
Tage Nielsen var lagerekspedient og medlem af en modtagegruppe i Nordjylland, som stod for det farlige arbejde med at modtage nedkastede våben fra engelske fly. Tage Nielsens storebror var leder af gruppen. Gruppens faste modtagepunkt var Ørum Hede nær Skive. Før en nedkastning skulle gruppen på jorden signalere en morsekode til det indkommende fly med en lommelygte. Det gjorde Tage Nielsen også denne gang, men hvad han ikke vidste, var, at flyet var en tysk natjager, som havde observeret lyset.
Flyet vendte om og affyrede en maskingeværsalve, som ramte Tage Nielsen. Han døde to timer efter. Nedkastningen mislykkedes. 
Hans forældre gemte hans blodplettede tøj, hat og lommelygte, og i 1956 gav de det til Frihedsmuseet, som har det permanent udstillet.